# قاتل خط خون
قاتل خط خون یک فیلم  ترسناک هیجان انگیز آمریکایی محصول سال ۲۰۲۴ به کارگردانی آنته نواکوویچ و نویسندگی آنتونی و جیمز گائودیوزو است. بروس درن، تایرس گیبسون، شانی اسمیت و تارین منینگ در آن بازی می‌کنند.
فیلمبرداری در دسامبر ۲۰۲۲ در کانکتیکات انجام شد. در ۲۶ آوریل ۲۰۲۴ منتشر شد.

## فرض
زندگی مویرا کول با قتل عزیزانش توسط پسر عموی خود، لی موریس، از بین رفت. او اکنون یک زندگی ساده و آرام در حومه شهر با دو پسر بالغ خود دارد که آنها نیز از این تراژدی زخمی شده بودند. مجموعه فیلم‌های ترسناک موفقی که بر اساس آنها ساخته شده است، هر ماه اکتبر به طرز وحشیانه ای قتل‌ها را به یاد آنها می‌اندازد.

## بازیگران
- شانی اسمیت در نقش مویرا کول
- تارین منینگ در نقش سم مارین
- درو مورلین در نقش مایکل کول
- آنتونی و جیمز گائودیوسو در نقش کانر کول
- مونتانا گیلیس در نقش لیزا
- کرش نواکویچ در نقش کارآگاه فینک
- آدام شیپی و دامیان مافی در نقش اسکالتون
- آنتونی و جیمز گائودیوسو در نقش کارآگاه
- بروس درن در نقش دکتر لوسین
- تایرس گیبسون در نقش کارآگاه سایفرز
- سال رندینو در نقش دیلون کول
- دانیل کازگرو در نقش سیدنی استون، ستوان
- جنیفر کینگ در نقش سیندی هوگان، افسر
- دیوید گیر در نقش لستر

## تولید
در دسامبر ۲۰۲۲، گزارش شد که آنته نواکوویچ برای کارگردانی فیلمی با عنوان آن زمان، «اسکلتن»، که توسط دوقلوها آنتونی و جیمز گائودیوسو نوشته شده بود، قرارداد امضا کرد که همچنین تهیه کنندگی و بازی در فیلم را نیز بر عهده داشتند. بروس درن، تایرس گیبسون، شانی اسمیت و تارین منینگ برای نقش‌های اصلی انتخاب شدند.
عکاسی اصلی در اوایل دسامبر ۲۰۲۲ در وست هارتفورد، کانکتیکات به مدت دو روز آغاز شد. این شهر به عنوان آبشار خیالی آبشار عمیق ریج برای این فیلم عمل می‌کند. فیلمبرداری چند ماه بعد به لس آنجلس منتقل شد تا صحنه‌های داخلی را با درن، منینگ و اسمیت فیلمبرداری کند، قبل از اینکه در ژوئیه ۲۰۲۳ برای پایان فیلمبرداری به کانکتیکات بازگشت.

## رهایی
قاتل خط خون در ۲۶ آوریل ۲۰۲۴ در سینماهای منتخب و در ویدیوی درخواستی توسط رسانه عمودی اکران شد.